# Donat de Chapeaurouge
Donat de Chapeaurouge (* 20. Oktober 1925 in Reinbek; † 9. Oktober 2019) war ein deutscher Kunsthistoriker, Kurator und Hochschullehrer.

## Leben
Donat de Chapeaurouge stammte aus der Familie Chapeaurouge. Er war der Sohn aus der Ehe von Donat Victor de Chapeaurouge (1886–1974) und Gertrud, geb. Hayn (1895–1977). Seit 1956 war er verheiratet mit Felicitas geb. von Nippold; aus der Ehe gingen zwei Kinder hervor.
Er studierte nach seinem Abitur an der Gelehrtenschule des Johanneums in Hamburg an der Universität Hamburg und der Rheinischen Friedrich-Wilhelms-Universität Bonn, wo er 1953 mit der Dissertation Untersuchungen zur Kunst Chardins zum Dr. phil. promoviert wurde. An der Eberhard Karls Universität Tübingen habilitierte er sich 1973 mit der Schrift Wandel und Konstanz in der Bedeutung entlehnter Motive. Er war Professor für Kunstgeschichte an der Bergischen Universität-Gesamthochschule Wuppertal.

## Ehrungen
- Ikonographia – Anleitung zum Lesen von Bildern – Festschrift Donat de Chapeaurouge – Zeit Zeuge Kunst, Klinkhardt & Biermann 1990

## Schriften
- Untersuchungen zur Kunst Chardins, 1953 (Dissertation)
- Die Stilleben Chardins in der Karlsruher Galerie, 1955
- Jean Pauls Raphael und die Künstler seiner Zeit, Separatdruck 1974
- Wandel und Konstanz in der Bedeutung entlehnter Motive, Franz Steiner Verlag 1974, ISBN 978-3-515-01824-1 (Habilitationsschrift)
- „Das Auge ist ein Herr, das Ohr ein Knecht“, Franz Steiner Verlag 1983, ISBN 978-3-515-03957-4
- Paul Klee und der christliche Himmel, Franz Steiner Verlag 1990, ISBN 978-3-515-05692-2
- zusammen mit  Gerd Jüttemann (Herausgeber), Michael Sonntag (Herausgeber),  Christoph Wulf (Herausgeber, Autor), Gerburg Treusch-Dieter (Autor), Clemens Zintzen (Autor), Wolfgang Kersting (Autor), Rolf Sprandel (Autor), Donat de Chapeaurouge (Autor), Sven K. Knebel (Autor): Die Seele, BeltzPVU 1991, ISBN 978-3-621-27114-1
- Versteckte Selbstenthüllungen moderner Künstler, VDG Weimar 1996
- Ikonographia. Anleitung zum Lesen von Bildern, Klinkhardt & Biermann, 1999, ISBN 978-3-7814-0290-4
- Zwischen Politik und Kunstgeschichte: Erinnerungen, Müller + Busmann 2001, ISBN 978-3-928766-47-0
- Gemalter Widerstand von der Romantik bis zur sowjetischen Zensur: Ein Essai, VDG Weimar 2010, ISBN 978-3-89739-682-1
- Marlene Baum (Herausgeber), Donat de Chapeaurouge (Herausgeber), Stella Baum (Autor): Kunst ist unwiderstehlich: Feuilletons, Nordpark 2011, ISBN 978-3-935421-76-8
- Raffael. Sixtinische Madonna: Begegnung von Cäsaren-Papst und Künstler-König, Fischer Verlag 2012, ISBN 978-3-596-10754-4
- Einführung in die Geschichte der christlichen Symbole, Wissenschaftliche Buchgesellschaft 2012 (6. Auflage), ISBN 978-3-534-24944-2
- Symbole chrzescijanskie, WAM 2014, ISBN 978-83-7767-889-3